# Те Вей
Те Вей (спрощ.: 特伟; кит. трад.: 特偉; піньїнь: Tè Wěi; народився 22 серпня 1915 в Шанхаї, помер 4 лютого 2010 в Шанхаї)   — китайський художник манхуа та аніматор. Ймовірно, він найбільш відомий завдяки короткометражному анімаційному фільму 1956 року «Гордий генерал». Приблизно з 1960 року він працював у стилі чорнильної анімації, на який вплинув художник Ці Байши. Не отримавши дозволу на анімацію під час Культурної революції, Те Вей відновив позицію мистецького впливу наприкінці 1970-х і 1980-х роках, створивши серію анімаційних фільмів у художньому стилі.

## Біографія

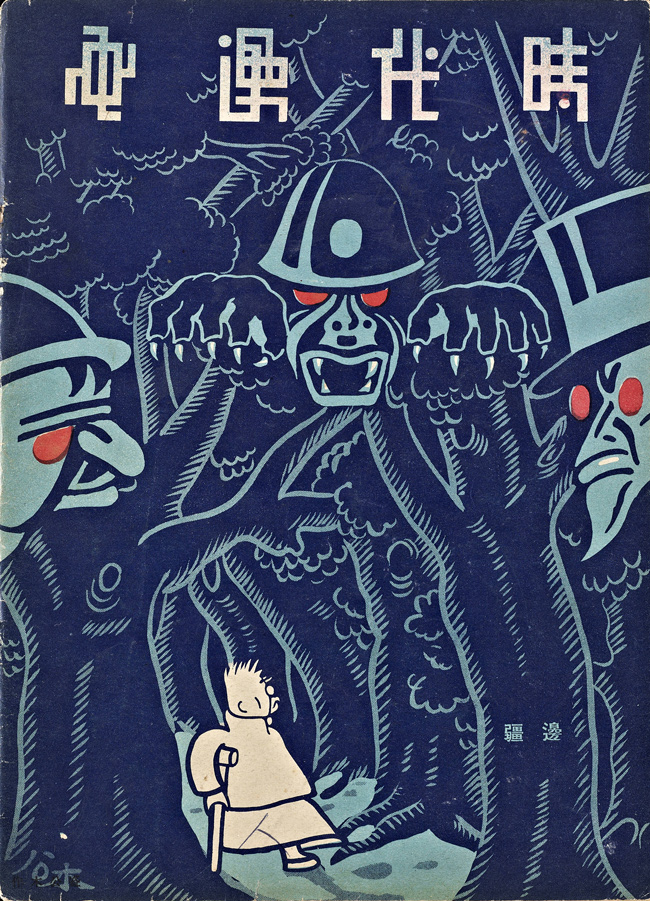
Прикордоння Те Вея, опублікована в Modern Sketch, 1930-ті роки

Те Вей народився як Шен Сонг (кит.: 盛松) до бідної родини в Шанхаї. У підлітковому віці він почав малювати політичні карикатури, а пізніше заробляв на життя малюванням антияпонської пропаганди. Після захоплення влади Мао Цзедуном у 1949 році керівник Чанчуньської кіностудії згадав мультфільми Те Вея і звернувся до нього з проханням очолити відділ анімації студії, незважаючи на повну відсутність у нього досвіду анімації. Японський аніматор Тадахіто Мотінага був його наставником, і вони стали друзями на все життя.
Протягом року студію було перенесено до Шанхаю, де вони насолоджувалися коротким періодом мистецької свободи завдяки державному фінансуванню під час кампанії «Сто квітів». Спочатку багато чому навчилися, вивчаючи радянську анімацію, але незабаром студія почала експериментувати з прийомами, заснованими на вітчизняних традиціях. «Гордий генерал» (1956) показує вплив як китайської культури, з дизайном персонажів і музикою, натхненною пекінською оперою, так і радянськими аніматорами, такими як Іван Іванов-Вано, а також західними, такими як Уолт Дісней.

## Фільмографія
- Гордий генерал (驕傲的將軍), 1956 рік
- Де мама (小蝌蚪找媽媽), 1960
- Ковбойська флейта (牧笛), 1963
- Відчуття гори і води (山水情), 1988